# Базарган, Мехди
Мехди Базарган (перс. مهدی بازرگان‎, азерб. Mehdi Bazərgan, Меһди Базәрҝан; 1 сентября 1907, Тебриз — 20 января 1995, Цюрих, Швейцария) — иранский государственный и политический деятель, первый премьер-министр Исламской Республики Иран. Возглавив временное революционное правительство в 1979 году, проработал на этом посту всего девять месяцев, подав в отставку в знак протеста против захвата посольства США и неспособности его правительства предотвратить это, а также из-за несогласия с политикой насилия, проводимой аятоллой Хомейни и его сторонниками.
Давний оппонент шахского режима, за политическую деятельность неоднократно арестовывался. Протеже бывшего премьер-министра Моссадыка, в его правление руководил национализированной нефтяной промышленностью Ирана. Активно участвовал в исламской революции (1978—1979) на стороне либеральной оппозиции. Противник «политического» ислама, сторонник «третьего пути» в экономике.
Мехди Базарган был одним из 30 других оппозиционеров режима, которые в октябре 1977 года основали «Иранский комитет защиты свободы и прав человека».
В 1980-х годах — депутат парламента, видный критик режима Хомейни. За свою деятельность подвергался преследованиям со стороны исламских радикалов.
Мехди Базарган — уважаемая фигура в рядах современных мусульманских мыслителей, известный как представитель либерально-демократической исламской мысли и мыслитель, подчеркивавший необходимость проведения конституционной и демократической политики.

## Биография

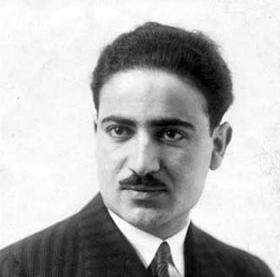
Мехди Базарган в молодости

### Ранние годы и образование
Мехди Базарган родился в 1907 году в Тегеране в семье азербайджанского торговца. Его отец, Хадж Аббасголи Тебризи (умер в 1954 г.) был купцом и религиозным деятелем в гильдиях базаров.
Базарган отправился во Францию, где в 1926—1936 годах учился по специальности «инженер по термодинамике». Посещал лицей Лицее Клемансо в Нанте, был одноклассником Абдоллы Риази (будущего спикера парламента с 1963 по 1978 гг.). Затем Базарган изучал термодинамику и инженерию в École Centrale des Arts et Manufactures (École Centrale Paris).
По возвращении в Иран Базарган был призван на военную службу и служил с 1935 по 1937 год. По словам профессора Хушанга Чехаби, Базаргану были поручены переводы технических статей с французского.
Участвовал во Второй мировой войне в составе французской армии на стороне частей де Голля. После войны занял пост декана инженерного факультета Тегеранского университета.
Во Франции Базарган стал пламенным сторонником либеральной парламентской демократии, что в последующие годы и определяло его отношение к авторитарному шахскому режиму.

### Политическая деятельность
С 1951 года — заместитель министра просвещения в правительстве Мохаммеда Мосаддыка. Моссадык оказывал поддержку Базаргану и назначил его первым руководителем вновь национализированной нефтяной промышленности Ирана (Национальной иранской нефтяной компании — NIOC). Базарган полностью поддерживал инициативу премьер-министра по национализации нефтяной отрасли, которая вызвала конфликт с Великобританией. В результате переворот в 1953 году Мосаддык был свергнут.
В 1961 году Базарган стал соучредителем «Движения за свободу Ирана», партии, аналогичной по своей программе «Национальному фронту» Мосаддыка. Хотя Базарган и признал Мохаммеда Резу Пехлеви законным главой государства, он четырежды арестовывался, с 1964 по 1967 год провёл в заключении (по обвинению в измене был приговорён к 10 годам, но выпущен с запретом заниматься политической деятельностью). Несмотря на преследования, сохранял оппозиционные Пехлеви взгляды. В 1953 году Базарган стал одним из основателей Национального фронта Ирана, а в 1961 году совместно с соратником аятлоллы Хомейни аятоллой Талегани — Освободительного движения Ирана. Входил в руководство либерального второго Национального фронта (промосаддыковская организация).
В 1957 году возобновил преподавательскую деятельность в университете. С 1967 года возглавлял строительную фирму.

### Исламская революция
В 1978 году вернулся в политику, вёл переговоры с аятоллой Хомейни и руководством Национального фронта, организовывал исламские общества учителей, инженеров и врачей.
8 апреля 1978 года дом Базаргана в Тегеране подвергся нападению. Ответственность за взрыв взял на себя «Подпольный комитет мести», организация, которая финансировалась государством. По распространённой информации, данная военизированная группа была создана тайной полицией САВАК с целью запугивания представителей светских оппозиционных групп.
В сентябре 1978 года во время подавления шахом революционного движения Базарган, который в то время был председателем «Иранского комитета защиты свободы и прав человека» имел встречу с французским философом Мишелем Фуко. Через 2 дня после событий на площади Жале (так называемая Чёрная пятница) Базарган был задержан и вызван к главе САВАК — генералу Нассеру Могадаму, который интересовался его мнением о событиях в стране и способах выхода из создавшейся ситуации. На что Базарган ответил, что аятолла Хомейни обладает такой огромной властью над массами, что уже практически ничего нельзя сделать. Вскоре он был отпущен.
Многочисленные данные свидетельствуют, что после победы исламской революции, Базарган приложил большие усилия, чтобы спасти от смертного приговора бывшего главу САВАК Нассера Могадама, однако, под давлением радикальных кругов революционной власти сотни генералов и офицеров шахской разведки были осуждены и казнены.

### Глава Временного правительства
4 февраля 1979 года решением Хомейни Мехди Базарган был назначен премьер-министром Ирана. Хомейни назвал его «человеком превосходным, с точки зрения религии благочестивым и не имеющим склонности к чему-либо, что противоречит установкам шариата».
Уже с первых месяцев существования нового режима у Мехди Базаргана возникли серьёзные расхождения с духовным лидером Ирана по вопросу стратегии дальнейшего развития государства. В частности, Базарган был против и поныне существующего названия государства — «Исламская Республика Иран», предлагая другое название — «Исламская Демократическая Республика Иран».
Сразу после революции Базарган возглавил фракцию, которая выступала против Революционного совета, в котором доминировали Исламская республиканская партия и такие личности, как аятолла Мохаммад Хосейни Бехешти.
Базарган выступил против казни бывшего главы шахского правительства Амира Аббаса Ховейды, однако казнь была только отложена и бывший премьер был казнён менее чем через месяц и без ведома Базаргана. Кроме того, он пытался сдержать произвол исламских революционных трибуналов, утверждая, что закрытые суды без права обвиняемых на защиту наносят вред делу революции. Опровергнув слухи о том, что помог скрыться бывшему премьеру Бахтияру, он одновременно заявил: «Если бы он попросил меня об этом, я бы его принял». Уделял большое внимание восстановлению экономики Ирана после революции, добился возобновления экспорта нефти в кратчайшие сроки (за месяц после своего назначения). Регулярно выступал по телевидению, призывая население трезво оценивать ситуацию в стране, соблюдать трудовую дисциплину.
Уже в марте—апреле 1979 года Базарган дважды подавал в отставку, не принятую аятоллой Хомейни. В конце апреля в прессе просочилась информация, что на Базаргана и нескольких членов его кабинета было совершено покушение, вовремя предотвращённое революционной гвардией.

### Отставка
Недостаток премьерских полномочий, отказ ревкомов подчиняться правительству, разногласия как с либералами, так и с радикалами, резкий протест Базаргана против октябрьских событий 1979 года, когда сотни революционно настроенных студентов с одобрения Хомейни осадили здание американского посольства и 4 ноября взяли в заложники более 50 американских дипломатов и членов их семей, привели к отставке Базаргана с поста премьер-министра 6 ноября 1979 года. Захват заложников был охарактеризован им как «наиболее унизительное событие» с момента назначения его премьером.
В 1980 году был избран в меджлис (парламент) Ирана, где возглавил парламентскую фракцию партии Национально-освободительное движение Ирана и стал одним из наиболее видных критиков реалий новой власти. Был депутатом парламента до мая 1984 года.
Он открыто выступал против культурной революции в Иране и продолжал отстаивать гражданское правление и демократию. В ноябре 1982 года он высказал разочарование по поводу направления, которое приняла исламская революция, в открытом письме тогдашнему спикеру парламента Али Акбару Хашеми Рафсанджани: «Правительство создало атмосферу террора, страха, мести и национального распада… Что правящая элита сделала за почти четыре года, помимо того, что принесла смерть и разрушения, заполнила тюрьмы и кладбища в каждом городе, создав длинные очереди, дефицит, высокие цены, безработицу, бедность, бездомных, повторяющиеся лозунги и тёмное будущее?».
В 1984 году партия Базаргана в условиях террора (сторонники Базаргана избивались, дом его сына подожжён) бойкотировала парламентские выборы в Иране, а в 1985 году революционный «Совет стражей» Ирана отклонил выдвижение кандидатуры Базаргана на пост президента Ирана. В 1986 году группа исламских радикалов похитила Базаргана и несколько его сторонников, вывезла их в разрушенную крепость за 30 километров от Тегерана и подвергла избиению. В 1986 году основал «Ассоциацию по защите свободы и суверенитета иранского народа» и руководил её деятельностью.
Автор примерно 50 книг и брошюр.

### Смерть
В 1994 году состояние его здоровья ухудшилось. Мехди Базарган был помещён сначала в тегеранскую больницу, а затем направлен на лечение в Швейцарию, где 20 января 1995 года скончался от сердечного приступа в больнице в Цюрихе после того, как потерял сознание в аэропорту.

## Взгляды
Всегда выступал против ирано-иракской войны, против неоправданного вмешательства государства в экономику и экспорта исламской революции. При этом считался глубоко верующим, но очень толерантным по характеру человеком. По его мнению, ислам не должен носить откровенно политического характера. Осуждал равно капитализм в его американском варианте (за порождение классовой войны и культа денег) и социализм (за отказ от частной собственности и атеизм).